# Tachina alacer
Tachina alacer är en tvåvingeart som beskrevs av Macquart 1854. Tachina alacer ingår i släktet Tachina och familjen parasitflugor.
Artens utbredningsområde är Frankrike. Inga underarter finns listade i Catalogue of Life.